# أدوات القياس والتقييم في العملية التربوية
أدوات القياس والتقييم في العملية التربوية تعريف التقويم التربوي
التقويم، عملية منظمة ينتج عنها معلومات تفيد في اتخاذ قرار أو قرارات أو إصدار حكم أو أحكام لها قيمة معينة، وهو عملية منظمة تنتهي بحكم يجعل للموضوع الذي وضع موضع التقويم قيمة ما، كما أن التقويم هو عملية إصدار حكم على قيمة الأشياء أو الموضوعات أو المواقف أو الأشخاص اعتمادا على معايير ومحكات معينة (حمادات، 302).
ويعني ذلك أن التقويم التربوي بمفهومه الواسع عملية منظمة مبنية على القياس يُصدَر بها حكم على الشيء المراد قياسه في ضوء ما يحتويه من الخاصية الخاضعة للقياس، وفي التربية تعنى عملية التقويم بالتعرف على مدى ما تحقق لدى الطالب من الأهداف واتخاذ القرارات بشأنها، ويعنى أيضاً بمعرفة التغير الحادث في سلوك المتعلم وتحديد درجة ومقدار هذا التغير.
وهناك عملية تتوسط القياس والتقويم وهي عملية التقييم التي من خلالها يعطى الوصف الكمي “بيانات” الذي حصلنا عليه بعملية القياس قيمة فيصبح وصفاً نوعياً ” معلومات” فمثلاً لا يستطيع أن يقيم الطبيب درجة حرارة المريض التي بلغت بالقياس 39 درجة مئوية إلا بمعالجتها أو دراستها بالرجوع إلى درجة الحرارة الطبيعية لجسم الإنسان والتي يصبح معها رقم 39 الذي لا يزيد عن كونه وصفاً كمياً ” بيانات” وبدون أية دلالة أو قيمة، ويشير إلى ارتفاع في درجة حرارة المريض وهذا يعتبر تقييم للحالة وهذه الخطوة أي التقييم هي خطوة تشخيصية نحدد من خلالها نقاط القوة والضعف لتصبح بعدها عملية التقويم ” تصحيح ما اعوج من الشيء” عملية علاجية تعالج نقاط الضعف أينما وجدت.

## نظرة قديما وحديثا
التقويم قديماً اعتبر دوماً مرادف لمفهوم الامتحان الذي يسعى دوماً لقياس الجانب المعرفي لدى المتعلم متجاهلاً جوانب النمو الأخرى لديه فكان يحكم على المتعلم بمقدار حفظه لما تلقنه من المعلم، وكان أكفأ المعلمين أغزرهم معرفة ومعلومات في مجال تخصصهم، وللأسف ما يزال هذا المفهوم وارداً في مدارسنا وجامعاتنا حيث أن الامتحانات ما تزال هي الغاية التي يسعى إليها كل من المعلم والمتعلم معاً، فهي معرفية فقط وبذلك تبقى العملية التعليمية حبيسة التراكم المعرفي الذي يحصل عليه المتعلم من عملية التلقين التي لا تخدم سوى مهارة الحفظ والتذكر مهملةً المهارات الأعلى منها.

## خطواته
أصبح التقويم اليوم يشكل أحد عناصر المنهج بالمفهوم الحديث وأصبحت الغاية منه أشمل وأوسع من البعد المعرفي فقط وبذلك أصبح للتقويم آلية وأشكال وأدوات قياس مختلفة ومتنوعة نظراً لاختلاف غاياتها. فبما أن المتعلم أصبح اليوم هو محور للعملية التعليمية التعلمية فلا بد إذاً أن يشمل آليات للتعرف على النمو معرفياً ومهارياً ووجدانياً.
ومن هنا فالتقويم بمفهومه الحديث يعتمد على عدة خطوات تتلخص بما يلي:
1. تحديد الأهداف التعليمية بطريقة واضحة والحرص على أن تكون قابلة للقياس والملاحظة.
2. استخدام أدوات قياس “اختبارات مثلاً” صالحة لقياس نتاجات الأهداف المرغوبة.
3. تحليل البيانات التي حصلنا عليها بالقياس وإعطائها القيمة ” تقييم” لتفسر من خلالها الحالة ومدى ما بها من نقاط قوة أو ضعف.
4. وضع الخطط العلاجية ” تقويم” لتوجيه المتعلمين للتغلب على نقاط ضعفهم ولتعزيز نقاط قوتهم.

### خطوات عملية التقويم
1. إجراء عملية قياس للحصول على بيانات لازمة.
2. نحدد قيمة قياسية تنسب إليها قيمة الخاصية التي تقيسها “تقييم”.
3. إصدار حكم من واقع النتائج التي نحصل عليها ويترتب طبعاً على نتيجة الحكم نوع الإجراء الذي يمكن اتخاذه لتصحيح المسار أو تعزيز الموافق حسب النتائج التي تم الحصول عليها.
4. تمكين المعلم من الحكم على مدى فعالية مجهوداته ومدى تحقيقه للأهداف التعليمية التعلمية ليحدد معه مواطن ضعفه وقوته.
5. تزويد صانعي القرار بالمعلومات اللازمة لاتخاذ القرارات لتطوير أو تعديل في العملية التعليمية.
6. تزويد أولياء الأمور بالمعلومات عن مدى تقدم أبنائهم وعن الصعوبات التي يواجهها في التعلم.
7. تزويد وتوجيه المتعلمين للتعرف على مستوى تحصيلهم وفعاليتهم وليتعرفوا على نقاط ضعفهم قوتهم.

### أغراض التقويم
للتقويم أغراض عدة منها:
1. تحديد المستوى والقبول.
2. تحديد الاستعداد أو المتطلبات السابقة.
3. تشخيص الضعف أو صعوبات التعلم.
4. التقويم التشكيلي أو التكويني ويهدف هذا النوع إلى تحديد مدى استيعاب الطلبة وفهمهم لناحية تعليمية محددة أي أن هدفه تسهيل عملية التعليم وجعلها أكثر فاعلية.
5. تحديد نتائج التعلم وهذا التقويم بعد الانتهاء من تدريس وحدة دراسية أو أكثر.
6. التقويم لأغراض الإرشاد والتوجيه.

### أسس التقويم
لكي يكون التقويم ناجحاً يجب أن يرتكز على عدة أسس أهمها:
1. أن يكون مستمراً باستمرار العملية التعليمية وبكل مراحلها.
2. أن يكون شاملاً لجميع عناصر العملية التعليمية ولجميع مستويات الأهداف.
3. أن يتم على ضوئه متابعة المتعلم من خلال الخطة العلاجية التي وضعت لتقويمه.
4. أن يتم تقويم البرامج التعليمية.
5. أن يتم التقويم بشكل تعاوني وبحيث يشترك فيه كل من يؤثر أو يتأثر فيه كأولياء أمور الطلاب.
6. أن تستمر متابعة المتعلم أو ما تم تقييمه وتقويمه وملاحظة أية تغييرات إيجابية أو سلبية عليه وأخذها بعين الاعتبار إن لزم الأمر.

### أنواع التقويم
- التقويم المعرفي:

ويهدف إلى تشخيص وعلاج نواتج التعليم والتعلم المعرفية ويعتمد في ذلك علي اختبارات تقيس الجوانب المعرفية بمجالاتها وهو النوع الأكثر شيوعا ممثلا في الامتحانات.
- التقويم المهاري:

ويهدف إلى تشخيص وعلاج نواتج التعليم والتعلم في الجانب المهاري حيث يعتمد علي اختبارات الأداء أو قوائم التقدير أو بطاقة الملاحظة للمتعلمين في مواقف طبيعية أو مصطنعة.
والجانب الحركي أو اليدوي جانب أساسي في هذا النوع من التقويم ويعيب علي بعض الاختبارات المستخدمة في هذا المجال أنها تركز علي ناتج الأداء وتهمل الخطوات والإجراءات التي توضح مدي اكتساب المهارة.
- التقويم الوجداني:

ويهدف إلى تشخيص وعلاج نواتج التعليم والتعلم في الجانب الوجداني، حيث يعتمد علي اختبارات ومقاييس لقياس الميول والاتجاهات والقيم وأوجه التقدير وهذا النوع يكاد يكون مفقودا في مؤسساتنا التربوية والتعليمية.
- تقويم الأداء:

ويقصد به تلك العملية التي يمكن من خلالها الحصول على حقائق وبيانات محددة من شأنها أن تساعد على تحليل وفهم أداء المدرب للأدوار المٌكلف بها ومسلكه المهني في فترة زمنية محددة ومن ثم تقدير مدى كفاءته الفنية والعملية للنهوض بأعباء المسئوليات والواجبات المرتبطة بأدواره في الوقت الحاضر وفي المستقبل.

## أدوات التقويم
يمكن أن يتم تقييم أداء العاملين بمقابلة أدائهم مع ثلاثة تناولات مختلفة متوافرة لإجراء التقييم:
- المعايير المطلقة Absolute Standards : أي التقييم الذي يتم على أساس من معايير محددة ومسبقة الإعداد.
- المعايير النسبية Relative Standards : وهنا تتم عملية التقييم على أساس المقارنة بين أداءات العاملين.
- التقييم بالأهداف Objectives : ويقيم العاملين هنا وفق درجة تحقيقهم لأهداف محددة، تعتبر أساسية للإتمام الناجح للعمل. (الطويل، 355).

ومن أهم أدوات التقويم:
- الاستبانات
- المقابلات الشخصية
- الملاحظة المنظمة
- السجلات الوقائعية
- قوائم الملاحظة
- موازين التقدير

### الاختبارات والمقاييس

#### أولا: الاستبانات
تعتبر الاستبانات أو الاستقصاء، أداة ملائمة للحصول على معلومات آراء واتجاهات وبيانات وحقائق مرتبطة بواقع معين، وتعتبر الاستبانات نوعا من المقابلة الذاتية، حيث تشتمل على مجموعة من العبارات أو التساؤلات المكتوبة التي يستجيب لها الفرد.
وتعتبر سهولة تصميم الاستبانات وفاعليتها ودقتها ميزات هامة ساعدت على انتشارها بشكل واسع في الكثير من الأوساط التربوية، وينبغي على كل أخصائي تربوي أن يتعرف على عيوبها بشكل دقيق، ومرد ذلك إلى أن استجابة الأفراد ربما تكون غير صادقة أو دقيقة، وقد يتعذر التحقق من صدق تلك الاستجابات.
مراحل تصميم الاستبانات
ويمر بناء الاستبانات وتصميمها بالمراحل التالية:
- تحديد الهدف من الاستبانة بشكل دقيق في ضوء أهداف الدراسة أو أهداف التقويم المراد القيام به.

- تحويل سؤال التقويم الرئيس على مجموعة من الأسئلة الفرعية، حيث يرتبط كل سؤال فرعي بجانب من جوانب مشكلة البحث.

- ترتيب الأسئلة بكل موضوع من الموضوعات في الاستبانة.

ويواجه عملية التعامل مع الاستبانات مشاكل متعدد، تتجلى في أن العديد ممن يخضعون للقويم لا يدركون المقصود من الأسئلة، أو قد تشكل عليهم بعض الجمل والمترادفات، وقد يتعمدون الخطأ وإخفاء الحقائق، أيضا فإذا كان الاستبانات بريدية أو عبر الإنترنت، فان هناك احتمال انخفاض نسبة المردود منها مما يجعل العينة متحيزة، وهنا ينبغي أن يعمل أخصائي التقويم على عينة ممثلة للأفراد الذين لم يستجيبوا، ويجري لهم مقابلات شخصية، لكي يتحقق مما إذا كانت تختلف استجابتهم بطرق منتظمة عن استجابات الأفراد الذي تطوعوا بالاستجابة، وتؤدي هذه المشكلات إلى زيادة كلفة تطبيق الاستبانات (علام، 210).

#### استخدام الاستبيان
ينبغي مراعاة النقاط التالية حين استخدام الاستبيانات:
• ما هي الأسئلة التي سيتم طرحها؟
• من هم الأشخاص الذين سيتم سؤالهم؟
• كيف سيتم طرح الأسئلة؟
• كيف، وأين، ومتى سيتم استخدامها؟
• ما هو عدد الأشخاص الذين نحتاج لسؤالهم؟
• كيف ستتم عملية عد وتسجيل المعطيات؟

#### معالجة الاستبيان
وبالإمكان تقسيم عملية المعالجة هذه إلى أربعة خطوات أساسية:
الخطوة الأولى: التخطيط للبحث المعتمد على الاستبيان
تقرير ماهية المعطيات المراد جمعها؛
أخذ محاسن ومساوئ أسلوب الاستبيان في جمع المعطيات بعين الاعتبار؛
أخذ إمكانية تطبيق أسلوب الاستبيان على السكان، أو على العينة بعين الاعتبار؛
تحديد نوعية الاستبيان المراد استخدامها؛
تحديد طريقة التوزيع والإكمال، مثال: بريدياً، أو هاتفياً، أو شخصياً، أو إلكترونياً كالبريد الإلكتروني أو على الويب؛
تحديد مواعيد إنجاز العمل.
الخطوة الثانية: اختيار العينة
• تحديد السكان المراد سؤالهم؛
• تحديد نمط وحجم العينة المراد استطلاعها؛
• تذكروا أن استخدام عينات كبيرة لا يؤدي بالضرورة للحصول عينات خالية من الانحياز؛
• بناء قاعدة معطيات بالأسماء أو عناوين البريد الإلكتروني.
الخطوة الثالثة: تصميم الاستبيان
• وضع الأسئلة؛
• تنظيم الأسئلة وفق ترتيب منطقي، والقيام بأية عمليات تجميع أو تنظيم ممكنة لتسهيل إتمام الاستبيان؛
• إضافة العنوان، والمقدمة، والعناوين الفرعية لكل مجموعة من الأسئلة؛
• إضافة تعليمات حول كيفية إتمام الاستبيان؛
• يتوجب التوضيح في نهاية الاستبيان ما الذي ينبغي على المستجيب للاستبيان فعله بعد ذلك؛
• يتوجب تحضير واختبار الملفات المطلوبة حين استخدام الوسائل الإلكترونية؛
• تجربة الاستبيان على مجموعة صغيرة من المستجوبين؛
• مراجعة الردود، والتحقق من أن الأسئلة تستخرج النمط المطلوب من الردود، وتحديد الزمن المطلوب لإتمام الاستبيان.
الخطوة الرابعة: إدارة الاستبيان والإشراف عليه
• كتابة رسالة مرافقة للاستبيان تشرح الهدف منه؛
• طباعة وثائق تدعو لموافقة الأفراد إذا ما دعت الحاجة لذلك؛
• إرسال الاستبيانات؛ فإذا ما تم إرسال الاستبيانات بالبريد، ينبغي تجنب ظهورها بمظهر يشابه البريد التسويقي؛
• يتوجب دراسة ما إذا كان هناك حاجة لتضمين جوائز أو مكافآت رمزية مع الاستبيان؛
• إذا ما كانت الاستبيانات ستدار بصورة شخصية، فينبغي تحضير تعليمات مكتوبة للأشخاص الذين سيقومون بإجراء المقابلات؛
• تحضير وإرسال رسائل تذكير إذا ما تطلب الأمر زيادة معدل الردود على الاستبيان؛
• ينبغي أخذ الأفراد الذين تم الاتصال بهم ولم يستجيبوا للاستبيان، وذلك للحصول على معلومات حول طبيعة الانحياز.
أنماط أسئلة الاستبانة
هناك عدة أنماط شائعة الاستخدام للأسئلة، وتتضمن:
• أسئلة “نعم” أو “لا”؛ والتي قد تترافق أحيانا مع خيار “ربما” أو خيار “لا أعرف”؛
• الأسئلة الاختيارية؛ والتي تتضمن إما اختيار جواب واحد أو عدة أجوبة ممكنة؛
• الأسئلة التقيمية ذات المقاييس المختلفة؛ حيث ينبغي الأخذ بعين الاعتبار عدد النقاط من كل مقياس، وخاصة فيما إذا كان يحتوي نقطة وسطية؛
• الأسئلة المجمعة؛
• الأسئلة التي تتطلب كتابة نص حر.
إرشادات وتوجيهات عامة لتصميم الاستبانات
عند تصميم الاستبانة ينبغي تذكر النقاط التالية:
¨ اختصار الاستبانات قدر الإمكان؛
¨ استخدام اللغة البسيطة أي اللغة السائدة؛
¨ إيجاز الأسئلة؛
¨ تجنب استخدام المصطلحات؛
¨ استخدام أشكال بسيطة للردود، مثل “نعم” أو “لا”, والخيارات المتعددة؛
¨ تضمين خيار “ربما” أو “لا أعرف” في الأماكن الملائمة؛
¨ تجنب طرح الأسئلة الشخصية؛
¨ تجنب طرح الأسئلة المرشدة نحو إجابة معينة؛
¨ تجنب طرح الأسئلة التي تتطلب إجراء حسابات ذهنية، أو التي تعتمد على ذاكرة المستجيب؛
¨ طرح سؤال واحد فقط في الفقرة؛
¨ تجنب جعل صفحة الاستبيانات تبدو فوضوية، أو غير منتظمة؛
¨ ترك مساحة كافية للإجابة؛
¨ طرح الأسئلة وفق ترتيب منطقي معين؛
¨ وضع مساحة في الاستبيان، كافية لكي يضع الأفراد ملاحظاتهم الشخصية؛
ما هي أداة التقييم المناسبة
لا توجد أداة محددة هي الأفضل ولا يوجد أسلوب من أساليب جمع البيانات يحقق الغاية القصوى من أي عملية تقييم ، فالثبات وفاعلية الكلفة والصدق ، تعتمد جميعها على العلاقات المناسبة بين مصدر البيانات ، وأسلوب جمع البيانات في ضوء أسئلة التقييم في موقف معين .
يعني ذلك أن أداة القياس التي يهتم الباحث أو المقوم ببنائها ، والتي تتميز بثبات مرتفع ، تكون قليلة الفائدة إذا لم تكن ظروف الدراسة التقيمية ملائمة وموائمة ، أو إذا تم تطبيقها على عينة غير مناسبة من الأفراد أو من مجتمع البحث ، من اجل ذلك ينبغي أن يكون هناك مفاضلة بن المحكات ، لتقدير مدى تحقيق أساليب وأدوات جمع البيانات لهذه المحكات في مواقف التقويم المختلفة.